# Каблуково
Каблуко́во (рос. Каблуково) — присілок у складі Щолковського міського округу Московської області, Росія.

## Населення
Населення — 135 осіб (2010; 713 у 2002).
Національний склад (станом на 2002 рік):
- росіяни — 84 %